# 茶壺山醜聞案
茶壺山醜聞案（英語：Teapot Dome scandal）是1922-1923年發生在美國的一場政治賄賂醜聞案件，發生在時任美國總統沃倫·哈定任內，內政部長阿尔伯特·福尔未用公開招標方式處理茶壺山以及另外兩處的美國海軍油礦，以低價方式讓石油公司承租。在1922及1923年期間，這項承租案成為參議員托马斯·J·沃尔什負責的國會調查案。富爾最後承認接受來自石油公司的賄款。
在水门事件發生之前，茶壺山醜聞案被視為在美國政治歷史上最大和最轟動的醜聞案。

## 背景
二十世纪初，美国海军大量地把煤转化成石油燃料，以保障海军有充足的燃料。

## 历史
在20世纪初期，美国海军通过从煤炭中转化燃料来获得燃料油。为了确保海军始终有足够的可用燃料，塔夫脱总统指定了几个产油区作为海军储油区。 1921年，哈丁总统发布了一项行政命令，将对怀俄明州纳特罗纳县的茶壶圆顶油田以及加利福尼亚州克恩县的麋鹿山和布埃纳维斯塔油田的控制权从海军部移交给了内政部。直到1922年第二年，内政部长福尔劝说海军部长埃德温·C·登比（Edwin C. Denby）移交控制权后，这一计划才得以实施。
1922年下半年，内政部长阿尔伯特·福尔将茶壶穹顶的石油生产权出租给辛克莱石油公司的子公司猛犸石油公司的哈里·辛克莱。他还把麋鹿山保护区租给了泛美石油和运输公司的爱德华·多尼（Edward L. Doheny）。两种租赁均未经竞争性招标而签发，根据1920年《矿物租赁法》，这是合法的。
租赁条款对石油公司非常有利，这些公司秘密地使福尔变成了有钱人。福尔在1921年11月从多尼那里获得了10万美元的无息贷款，今天约为143万美元）。他从多尼和辛克莱那里收到了其他赠款，总额约为404,000美元（今天约579万美元）。易手这笔钱是非法的，而不是租赁。 福尔试图保持机密，但他的生活水平突然提高是令人怀疑的。举例来说，他甚至还清了逾期10年的牧场税。后来创立《阿尔伯克基论坛报》的卡尔·马吉（Carl Magee）发表了关于这种突然富裕的文章，并引起了参议院调查的注意。

## 醜聞爆發
1922年4月，怀俄明州的一位石油经营者写信给参议员约翰·B·肯德里克，对辛克莱通过秘密交易获得土地合同表示愤怒。肯德里克没有立即回复，但在两天后的4月15日，他提出了一项决议，要求对这笔交易进行调查。参议院公共土地委员会开始调查，最初由来自威斯康星州的共和党参议员罗伯特·M·拉福莱特领导。起初，拉福莱特认为福尔是无辜的，但当他自己位于参议院办公大楼的办公室遭到搜查后，他也产生了怀疑。

## 調查與結果

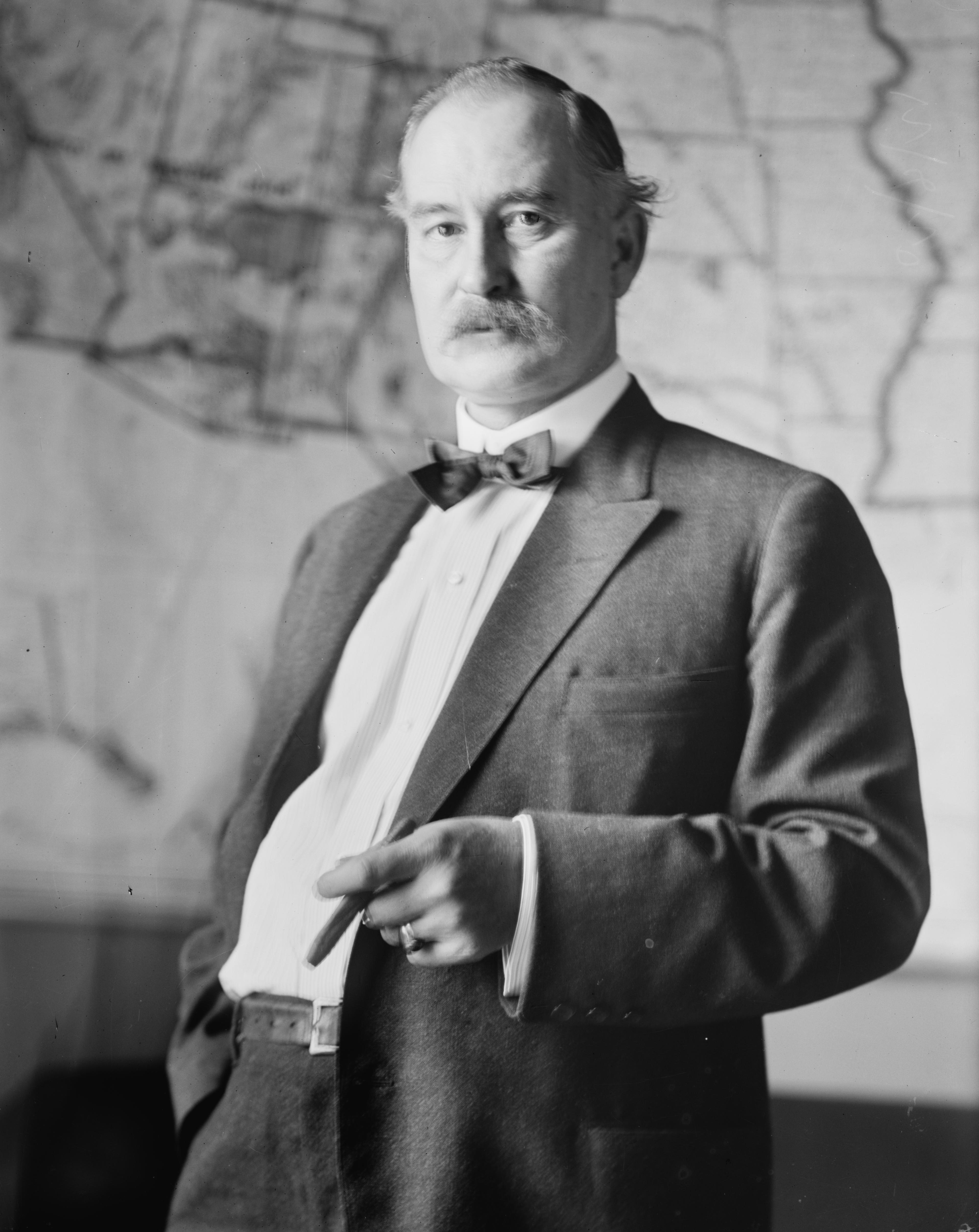
美國第一位卸任後遭判刑入獄的閣員－阿尔伯特·福尔參議員

案件调查由蒙大拿州联邦参议员托马斯·J·沃尔什主持推进。在最初的两年里，调查没有发现确凿的违法证据，因为租赁本身是合法的，但相关记录却神秘地不断消失。到了1924年，关键问题变成了福尔是如何如此迅速且轻易地变得富有的。
最终，当调查即将结束，福尔似乎将被证明无辜时，沃尔什发现了一个福尔未能掩盖的证据：多赫尼向福尔提供的10万美元贷款。这一发现揭开了丑闻的真相。与丑闻相关的民事和刑事诉讼持续了整个1920年代。1927年，最高法院裁定这些石油租约是通过腐败手段获得的，并宣布麋鹿山租约（1927年2月）和茶壶山租约（1927年10月）无效。这两个油田储备都被归还给了海军。
阿尔伯特·福尔因接受多赫尼的贿赂于1929年被判有罪，成为美国历史上第一位因在职期间的行为而被判入狱的内阁成员。然而，多赫尼在1930年被判向福尔行贿的罪名不成立。此外，多赫尼的公司还因“未偿还贷款”（即那笔10万美元的贿款）而取消了福尔在新墨西哥州图拉罗萨盆地的房产赎回权。辛克莱则因操纵陪审团的指控入狱六个月
尽管福尔是这起丑闻的罪魁祸首，但哈丁总统的声誉也因此受到了永久性的损害，因为他与丑闻相关人员有牵连。证明福尔有罪的证据是在哈丁于1923年去世后才出现的。

## 對華文世界的影響
2012年，台灣發生林益世受賄案，有學者便投書報紙討論其與茶壺山醜聞的類似性。

## 延伸閱讀
- J. Leonard Bates, The Origins of Teapot Dome. Urbana, IL: University of Illinois Press, 1963.

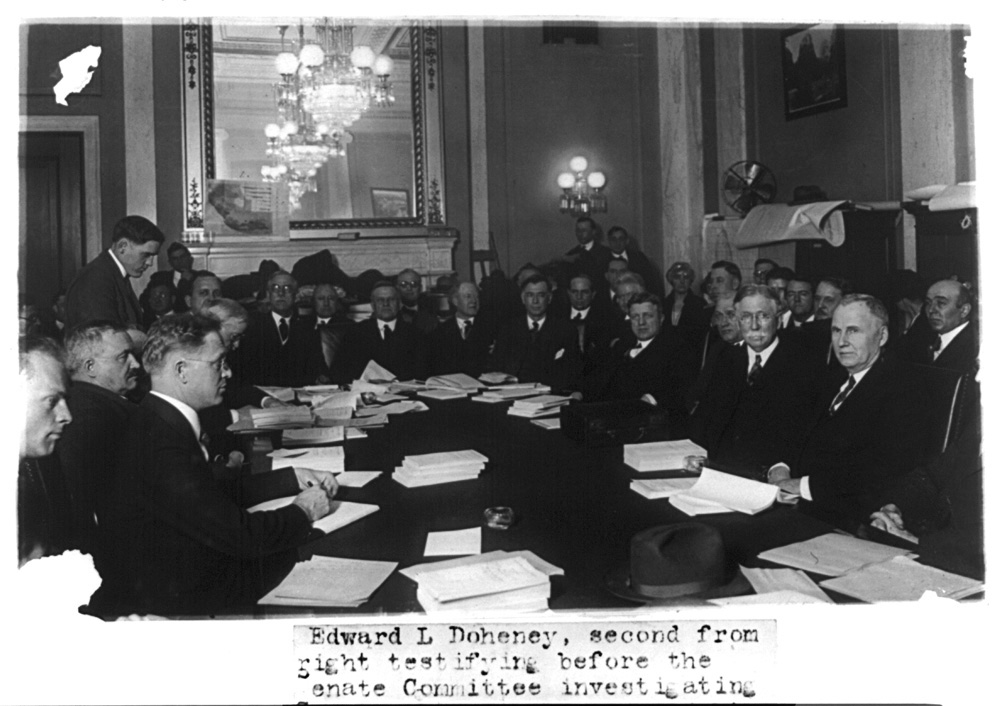
石油商人愛德華·鄧西尼，桌前右邊第二位，在參議院委員會調查茶壺山石油貸款醜聞案前的作證照片

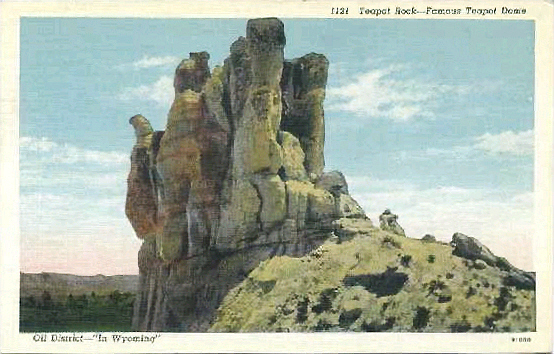
茶壺山在醜聞案發生時的樣貌

- Leslie E. Bennett, "One Lesson From History: Appointment of Special Counsel and the Investigation of the Teapot Dome Scandal," （页面存档备份，存于） Washington, DC: Brookings Institution, 1999.
- John Ise, The United States Oil Policy. New Haven, CT: Yale University Press, 1926.
- Laton McCartney, The Teapot Dome Scandal: How Big Oil Bought the Harding White House and Tried to Steal the Country. New York: Random House, 2008.
- Blakely M. Murphy (ed.), Conservation of Oil and Gas, A Legal History. Chicago: Section of Mineral Law, American Bar Association, 1949.
- Burl Noggle, Teapot Dome: Oil and Politics In The 1920s. Baton Rouge, LA: Louisiana State University Press, 1962.
- M.R. Werner and John Starr, Teapot Dome. New York: Viking Press, 1959.

43°17′19″N 106°10′24″W / 43.2885808°N 106.1733516°W